# Paradidymella holci
Paradidymella holci är en svampart som beskrevs av D. Hawksw. & Sivan. 1976. Paradidymella holci ingår i släktet Paradidymella och familjen Amphisphaeriaceae.  Utöver nominatformen finns också underarten moliniae.